# Laguna de Metapán
Laguna de Metapán ist ein Süßwassersee im Departamento Santa Ana von El Salvador. 
Der See bedeckt in der Regenzeit eine Fläche von 16 km² und rund 14 km² in der Trockenzeit. Die durchschnittliche Tiefe während der höchsten Niederschlagsmenge beträgt 6 Meter und der Wasserstand verändert sich in der Trockenzeit um rund 2 Meter. In der Mitte befindet sich eine kleine Insel, die im Volksmund als Peñita bekannt ist. Laguna de Metapán ist vulkanischen Ursprungs und liegt eingebettet in einem Tal, umgeben von Lavagestein, kleinen Vulkanen und hat eine direkte Verbindung zum Lago de Güija.
Das angrenzende Feuchtgebiet Bosque la Barra mit rund 10 Hektar Gesamtfläche mit Mangrovenwäldern ist die Heimat von zahlreichen bedrohten Tier- und Pflanzenarten.